# Girodias
Girodias es una localidad del partido de Trenque Lauquen, provincia de Buenos Aires, Argentina. Cuenta con algunos centros comerciales, una escuela primaria, secundario y jardín de infantes.

## Población
Cuenta con 161 habitantes (Indec, 2010), lo que representa un descenso del 10% frente a los 179 habitantes (Indec, 2001) del censo anterior.
| Gráfica de evolución demográfica de Girodias entre 1991 y 2010 |
|                                                                |
| Fuente: Censos nacionales del INDEC                            |